# GOST規格

GOST認証マーク

GOST規格（ロシア語: ГОСТ）とはソビエト連邦（以下 ソ連）、ロシアを含む独立国家共同体で使用されている標準規格である。
正規名称はロシア語で「Государственный стандарт」（「国家標準規格」の意）であり、これのラテン文字転記である「GOsudarstvennyy STandart」から取って英語圏と日本ではGOST規格と呼ばれている。

## 概要
元々はソ連で国家主導で制定された標準規格であったが、ソビエト連邦の崩壊後もロシアとソビエト加盟国の間で使用されており、現在では独立国家共同体の加盟国での標準規格として機能している。独立国家共同体の加盟国へ製品を輸出する場合にはGOSTの認証を取得する必要がある。
定義されている分野は非常に広く、ほとんどの分野に及んでいる。この中には民生品だけでなく兵器技術なども含まれており、アメリカ合衆国のMIL規格に相当する役目も担っている。
独立国家共同体の加盟国同士でも差異がありロシア一国に限定した場合はGOST-R規格と呼ばれる。

## 大分類
1. А：　鉱山業・鉱物
2. Б：　石油製品
3. В：　金属及び金属製品
4. Г：　機械・設備及び器具
5. Д：　輸送用機械と包装
6. Е：　発電及び電気工業
7. Ж：　土木・建築
8. И：　窯業
9. К：　木材・製紙・セルロース
10. Л：　化学製品・ゴム・アスベスト製品
11. М：　織物・皮革
12. Н：　食料品・飲料
13. П：　計測器及び制御機器
14. Р：　保険・医療
15. С：　農業・林業
16. Т：　技術用語の記号・単位
17. У：　文化・生活用品
18. Ф：　原子力
19. Э：　電気通信・通信・無線工学

## EACマーク(ユーラシア適合マーク)
2013年2月15日から GOST-R（ロシア）認証制度が廃止され、ロシア、カザフスタン、ベラルーシの3国関税同盟（CU）における ユーラシア適合マーク(EAC：Eurasia Conformity)認証制度がスタートした。